# دختره اوناهاش
اوناهاش دختره (به انگلیسی: There She Goes) آهنگی است که توسط خواننده آمریکایی، تایو کروز و همراه رپر آمریکایی کوبایی، پیت بول خوانده شد که متعلق به سومین آلبوم تایو کروز، تی، وای، او است.
این ترانه در تاریخ ۲۰ آوریل ۲۰۱۲ به مدت ۳ دقیقه و ۴۶ ثانیه توسط آیلند رکوردز منتشر و ضبط شد.

## موزیک ویدئو
موزیک ویدئوی ترانه با نسخه صوتی آن فرق دارد.
یعنی پیت بول رپر موفق آمریکایی، در کلیپ حضور ندارد و فقط تایو کروز در موزیک ویدئو وجود دارد.
برایش یک موزیک ویدئو زیبا هم ساخته شد و این موزیک ویدئو در شبکه‌های بین‌المللی معروف و موفقی همچون " MTV " و " 4FUNTV " بارها به نمایش درآمده است.
این ترانه در سوییس(۲) , آلمان(۵) و اتریش(۸) به رتبه‌های تک رقمی " ترانه‌های برتر " در سال ۲۰۱۲ دست یافت.